# إسماعيل العيساتي
إسماعيل العيساتي، من مواليد 16 أغوسطس 1988 في أوتريخت، هولندا. لاعب متخرج من صفوف صغار فريق بي أس في آيندهوفن. العيساتي لاعب واعد ومن أمهر لاعبي خط وسط الهجوم في هولندا. أبويه أصلهم من المغرب تحديدا من آيت توزين في إقليم الناظور في الريف في شمال المغرب.

## السيرة الذاتية
أبوي إسماعيل العيساتي أصلهم من آيت توزين من إقليم الناظور في الريف، شمال المغرب. أما هو فمولود في هولندا حيث كبر وترعرع في حي تاوندورب في مدينة أوتريخت، هناك ابتدأ اللعب في فريق كرة قدم للهواة دي إس أو. بعد مدة التحق بفريق آخر للهواة وهو فريق أو أس في إيلينكفايك المعروف بمدرسته الكروية الجيدة، فمنها تخرج الكثير من اللاعبين المعروفين على الصعيد الوطني الهولندي وحتي على الصعيد العالمي، أمثال اللاعبين: ماركو فان باستن، خيرالد فاننبورخ وإبراهيم أفلاي. في حوالي 12 سنة من عمره تم اكتشافه من طرف بي أس في آيندهوفن أين سوف يبتدأ اللعب معهم في فريق الصغار دي1. منذ تلك الفترة سوف يتسلق تجديريا في مدرسة بي أس في الكروية (سي1 ، سي2، سي3) وفي سنة 2004 سيلتحق ب بي1 ولكن بعد أن نال إعجاب مدرب أ1 في تلك الفترة ريكاردو مونييز سوف يتسلق العيساتي في موسم (2004-2005) إلى فريق أ1 هناك سوف يتمم الموسم.

## الفريق الأول بي أس في
في فبراير 2005 نظرا للعب الكثير من اللاعبين في الفريق الأول من بي أس في في مقابلات منتخب هولندا أظطر المدرب في ذلك الوقت خوس هيدينك أن يستعين بلاعبين من فوج أ وهم توم ماوترس، سيب دوروفر، رود بوفين، أندراي لونيسكو وإسماعيل العيساتي في تلك الفترة صاحب 16 سنة في العمر. في شهر أبريل من تلك السنة سيظاف العيساتي إلى الفريق أ بي أس في ولكن لن يلعب مقابلة بل سيكون مرتين في كرسي الاحتياط. في موسم 2005-2006 سيكون العيساتي من لا عبي فريق بي أس في الثاني إلا أنه سيحظر كل المقابلات مع الفريق الأول كلاعب للفريق الأول.
في 28 أغوسطوس 2005 في مقابلة ل بي أس في ضد فريق رودا يي سي وبعد 88 دقيقة من المبارة سوف يدخل العيساتي في مكان اللاعب فيليب كوكو، سوف تكون مقابلته الأولى مع فريق بي أس في الكبار.
بعد مدة قصيرة في 19 أكتوبر 2005 سوف يلعب أيضا مبارتة الأولى في دوري أبطال أوروبا وذلك ضد فريق أسي ميلان، حين دخل الملعب في الدقيقة 63 في مكان اللاعب روبيرت. في تلك المبارة سيسجل اسمه في السجلات كأصغر لاعب عرفته مبارات دوري أبطال أوروبا (كان في عمر العيساتي حينئذ 17 سنة و 64 يوما).
في 1 نوفمبر من 2005 في مباراة الذهاب ضد أسي ميلان في دوري أبطال أوروبا تألق العيساتي من جديد حيث أنه لعب المبارة كلها من البداية وتألق جيدا في وسط الميدان في تلك المبارة التي انتصرت فيها بي أس في على أسي ميلان ب 1 ل 0، مباشرة بعد تلك المبارة نوه المدرب خوس هيدينك واللاعب المخضرم فيليب كوكو بلعب العيساتي المتألق.
أساسا اللاعب العيساتي يلعب في مكان رقم 10 (مهاجم وراء الهدافين) ولكنه يلعب أيضا في وسط الميدان، لاعب قوي وتمريراته دائما جيدة وهو يميني الرجل إلا أن رجله اليسرى أيضا قوية.
في 29 ديسمبر 2006 قرر المدرب الماضي لفريق بي أس في رونالد كومان كراء اللاعب العيساتي لفريق أف سي تفينتي لكي يتمرن أكثر على اللعب ويلعب مبارات أكثر لكي يكون مستقبلا جاهزا لفريق بي أس في الكبار. هناك في فريق أف سي تفينتي سيلتقي مع وجوه كان يعرفها من قبل كالمدرب فريد روتن ومساعده رينيه آيكلكامب. أما حاليا فقد رجع إسماعيل العيساتي إلى صفوف فريق بي أس في آيندهوفن.

## المنتخب الهولندي الأولمبي

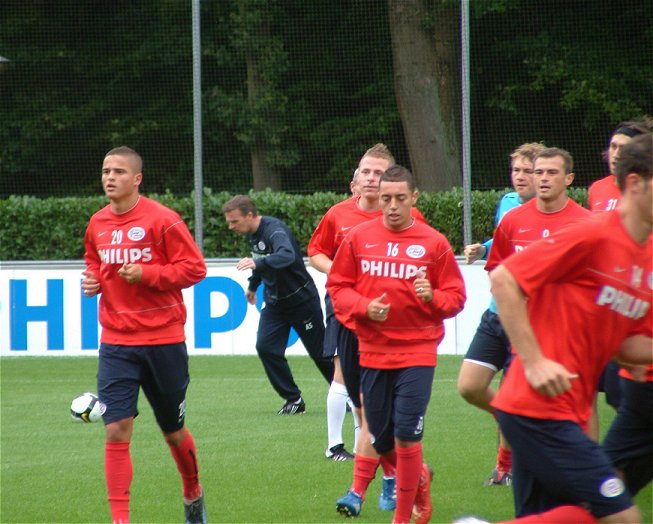

## أرقام
| موسم    | النادي            | الدولة | مبارات | أهداف |
| ------- | ----------------- | ------ | ------ | ----- |
| 2005/06 | بي أس في آيندهوفن | هولندا | 41     | 3     |
| 2007    | أف سي تفينتي      | هولندا | 14     | 1     |
| 2008/09 | بي أس في آيندهوفن | هولندا | 0      | 0     |
| مجموع:  |                   |        | 55     | 4     |

## روابط خارجية
- إسماعيل العيساتي على موقع اتحاد تركيا (لاعب) (الإنجليزية)
- إسماعيل العيساتي على موقع قاعدة بيانات كرة القدم.إي يو (الإنجليزية)
- إسماعيل العيساتي على موقع ليكيب (الفرنسية)
- إسماعيل العيساتي على موقع ناشيونال فوتبول تيمز (الإنجليزية)
- إسماعيل العيساتي على موقع Soccerway.com (الإنجليزية)
- إسماعيل العيساتي على موقع عالم كرة القدم.نت (الإنجليزية)
- إسماعيل العيساتي على موقع كووورة